# Stephan Schreck
Pour les articles homonymes, voir Schreck.
Pour l’article ayant un titre homophone, voir Shrek.
Stephan Schreck, né le 15 juillet 1978 à Erfurt, est un coureur cycliste allemand, devenu directeur sportif de l'équipe Thüringer Energie entre 2011 et 2013. Avec l'équipe cycliste T-Mobile il a participé au Tour de France 2005. Il compte quatre victoires professionnelles, toutes acquises lors d'étapes de courses allemandes. 

## Biographie
Stephan Schreck se fait remarquer en 1999 en remportant deux courses d'un jour allemandes réservées aux moins de 23 ans, le Grand Prix de Francfort espoirs et le Tour de Thuringe. Il commence sa carrière professionnelle en 2000 dans l'équipe Telekom. Lors de ses premières saisons, il participe au Tour d'Espagne en 2001, puis au Tour d'Italie en 2002, terminant chacune de ces deux courses. La même année, il remporte sa première victoire professionnelle lors de la 5e étape du Tour de Hesse. Il y devance au sprint ses compagnons d'échappée, Kurt Asle Arvesen et Niki Aebersold.
Schreck réussit sa meilleure saison en 2004. Cette année-là, il multiplie les places d'honneur sur les courses par étapes allemandes. En avril, il termine troisième du Tour de Basse-Saxe, devancé par Bert Roesems et Stefan Kupfernagel, avec qui il est échappé lors de la 3e étape. En juillet, il remporte la première étape du Tour de Saxe devant Andreï Kashechkin, et termine quatrième du classement général, remporté par Kashechkin. Deux semaines plus tard, à nouveau échappé avec Kasheshkin, il remporte également la première étape du Regio Tour et porte deux jours le maillot de leader du classement général, qu'il termine à la deuxième place, avec huit secondes de retard sur Alexandre Vinokourov et treize d'avance sur Kashechkin. 
Au cours des années suivantes, Schreck participe à son unique Tour de France, en 2005, puis remporte à nouveau une étape du Tour de Saxe en 2007. En 2008, Schreck rejoint l'équipe Gerolsteiner, avec laquelle il termine 6e du Tour de Saxe, puis faute de trouver une nouvelle équipe, met un terme à sa carrière. 
En 2010, Schreck devient directeur sportif de l'équipe Thüringer Energie.

## Palmarès sur route

### Palmarès amateur
| - 1996 - Tour de Lorraine juniors - Internationale 3-Etappen-Rundfahrt (de) - Grand Prix Rüebliland - 1997 - Ernst-Sachs-Tour - 1998 - 3e et 4e étapes du Tour de Thüringe - 3e du Tour de Thüringe - 8e du championnat d'Europe du contre-la-montre espoirs | - 1999 - Tour de Thüringe - Grand Prix de Francfort espoirs - 3e du Triptyque des Monts et Châteaux - 3e du classement UCI espoirs |

### Palmarès professionnel
| - 2002 - 5e étape du Tour de Hesse - 2004 - 1re étape du Tour de Saxe - 1re étape du Regio-Tour - 2e du Regio-Tour - 3e du Tour de Basse-Saxe | - 2007 - 5e étape du Tour de Saxe |

## Résultats sur les grands tours

### Tour de France
1 participation
- 2005 : 86e

### Tour d'Espagne
6 participations
- 2001 : 92e
- 2003 : 101e
- 2004 : 58e
- 2006 : 81e
- 2007 : 58e
- 2008 : abandon (12e étape)

### Tour d'Italie
1 participation
- 2002 : 110e

## Palmarès sur piste
- 1995
  -  2e du championnat du monde de poursuite par équipes juniors
- 1996
  -  2e du championnat de monde de poursuite par équipes juniors